# Mount Belanger
Mount Belanger är ett berg i Kanada.   Det ligger i provinsen Alberta, i den centrala delen av landet, 3 100 km väster om huvudstaden Ottawa. Toppen på Mount Belanger är 3 040 meter över havet, eller 12 meter över den omgivande terrängen. Bredden vid basen är 0,19 km.
Terrängen runt Mount Belanger är huvudsakligen bergig, men den allra närmaste omgivningen är kuperad.Trakten runt Mount Belanger är nära nog obefolkad, med mindre än två invånare per kvadratkilometer.. Det finns inga samhällen i närheten. 
Trakten runt Mount Belanger består i huvudsak av gräsmarker.